# Исидора Јуродива
Исидора Јуродива је хришћанска светитељка. Живела је у IV веку, и била монахиња у женском манастиру у Тавенисиоту. Правила се луда, да би скрила своју врлину и свој подвиг. Радила је најпрљавије послове, хранила се сплачинама од судова, услуживала је све и свакога, и била презирана од свих. У хришћанској традицији помиње се да је у то време открио анђео Божји великом подвижнику Питириму тајну о Исидори. Питирим је дошао у женски манастир, и кад је видео Исидору, он јој се до земље поклонио. Тако и она њему. Тада су сестре рекле Питириму да је она луда. "Ви сте луде", одговорио им Питирим, "а ова је већа пред Господом и од мене и од вас; ја само молим Бога, да мени да оно што је њој намењено на Суду Страшном!". Тада су се сестре застиделе и умолише и Питирима и Исидору за опроштај. Од тада су сви почели указивати Исидори почаст. А она је да би избегла почаст од људи, одбегла из манастира, и умре незнано где, око 365. године.
Српска православна црква слави је 10. маја по црквеном, а 23. маја по грегоријанском календару.